# Tour de France 2011.
Tour de France 2011. bio je 98. izdanje najpoznatije biciklističke utrke na svijetu. Utrka je startala 2. srpnja iz mjesta Passage du Gois, a završila 24. srpnja u Parizu na Elizejskim poljanama. Biciklisti su odvezli 21 etapu kroz 23 dana i pritom prešli ukupno 3.430 km. 
Organizarori utrke naglasak su stavili na alpske etape, za razliku od prošle godine kada je naglasak bio na usponima u Pirenejima. Povodom 100. godišnjice od prvog prelaska utrke preko vrha Col du Galibier ovaj su vrh biciklisti svladavali dvaput. Cilj 18. etape bio je na nadmorskoj visini od 2.645 m, što je postao najviši cilj etape u gotovo stogodišnjoj povijesti utrke. Utrka je umjesto prologom započela masovnim startom, što je bilo tek treći put od 1967.
Australac Cadel Evans pobijedio je u ukupnom (generalnom) poretku. Bila je to prva pobjeda za Australiju na Tour de Franceu. Pobjednik iz prethodne godine, Andy Schleck iz Luksemburga, završio je na 2. mjestu, a njegov brat, Fränk Schleck, bio je treći. Mark Cavendish postao je prvi Britanac pobjednik u kategoriji sprintera. Najbolji mladi vozač bio je Pierre Rolland, a najbolji brdski vozač Samuel Sánchez iz Španjolske.

## Timovi
Svih 18 timova koji imaju UCI ProTeam licencu bili su obavezni sudjelovati u ovoj utrci. Osim njih, sudjelovala su i 4 Pro-kontinentalna tima koja su dobila pozivnicu organizatora.
- Ag2r-La Mondiale
- Astana
- BMC
- Cofidis†
- Team Europcar†
- Euskaltel-Euskadi
- FDJ†
- Garmin-Cervélo
- Lampre-ISD
- Liquigas-Cannondale
- Omega Pharma-Lotto
- Quick Step
- Rabobank
- Saur-Sojasun†
- HTC-Highroad
- Kaćuša
- Leopard Trek
- Movistar Team
- Team RadioShack
- Saxo Bank-SunGard
- Team Sky
- Vacansoleil-DCM

†: pozvani Pro-kontinentalni timovi

## Etape
| Etapa | Datum      | Start-cilj etape                             | Duljina      | Tip          | Tip                   | Pobjednik            |              |
| ----- | ---------- | -------------------------------------------- | ------------ | ------------ | --------------------- | -------------------- | ------------ |
| 1     | 2. srpnja  | Passage du Gois – Mont des Alouettes         | 191,5 km     |              | Ravna etapa           | Philippe Gilbert     |              |
| 2     | 3. srpnja  | Les Essarts – Les Essarts                    | 23 km        |              | Timski kronomatar     | Garmin-Cervélo       |              |
| 3     | 4. srpnja  | Olonne-sur-Mer – Redon                       | 198 km       |              | Ravna etapa           | Tyler Farrar         |              |
| 4     | 5. srpnja  | Lorient – Mûr-de-Bretagne                    | 172,5 km     |              | Ravna etapa           | Cadel Evans          |              |
| 5     | 6. srpnja  | Carhaix – Cap Fréhel                         | 164,5 km     |              | Ravna etapa           | Mark Cavendish       |              |
| 6     | 7. srpnja  | Dinan – Lisieux                              | 226,5 km     |              | Ravna etapa           | Edvald Boasson Hagen |              |
| 7     | 8. srpnja  | Le Mans – Châteauroux                        | 218 km       |              | Ravna etapa           | Mark Cavendish       |              |
| 8     | 9. srpnja  | Aigurande – Super-Besse                      | 189 km       |              | Umjereno-brdska etapa | Rui Costa            |              |
| 9     | 10. srpnja | Issoire – Saint-Flour                        | 208 km       |              | Umjereno-brdska etapa | Luis León Sánchez    |              |
|       | 11. srpnja | Slobodan dan                                 | Slobodan dan | Slobodan dan | Slobodan dan          | Slobodan dan         | Slobodan dan |
| 10    | 12. srpnja | Aurillac – Carmaux                           | 158 km       |              | Ravna etapa           | André Greipel        |              |
| 11    | 13. srpnja | Blaye-les-Mines – Lavaur                     | 167,5 km     |              | Ravna etapa           | Mark Cavendish       |              |
| 12    | 14. srpnja | Cugnaux – Luz Ardiden                        | 211 km       |              | Brdska etapa          | Samuel Sánchez       |              |
| 13    | 15. srpnja | Pau – Lourdes                                | 152,5 km     |              | Brdska etapa          | Thor Hushovd         |              |
| 14    | 16. srpnja | Saint-Gaudens – Plateau de Beille            | 168,5 km     |              | Brdska etapa          | Jelle Vanendert      |              |
| 15    | 17. srpnja | Limoux – Montpellier                         | 192,5 km     |              | Ravna etapa           | Mark Cavendish       |              |
|       | 18. srpnja | Slobodan dan                                 | Slobodan dan | Slobodan dan | Slobodan dan          | Slobodan dan         | Slobodan dan |
| 16    | 19. srpnja | Saint-Paul-Trois-Châteaux – Gap              | 162,5 km     |              | Umjereno-brdska etapa | Thor Hushovd         |              |
| 17    | 20. srpnja | Gap – Pinerolo                               | 179, km      |              | Brdska etapa          | Edvald Boasson Hagen |              |
| 18    | 21. srpnja | Pinerolo – Col du Galibier / Serre Chevalier | 200,5 km     |              | Brdska etapa          | Andy Schleck         |              |
| 19    | 22. srpnja | Modane – L'Alpe d'Huez                       | 109,5 km     |              | Brdska etapa          | Pierre Rolland       |              |
| 20    | 23. srpnja | Grenoble – Grenoble                          | 42,5 km      |              | Indiv. kronomear      | Tony Martin          |              |
| 21    | 24. srpnja | Créteil – Paris (Elizejske poljane)          | 95 km        |              | Ravna etapa           | Mark Cavendish       |              |

## Konačni rezultati[8]
|     | Vozač                  | Tim                 | Vrijeme     |  |
| --- | ---------------------- | ------------------- | ----------- |  |
| 1.  | Cadel Evans            | BMC Racing Team     | 86h 12′ 22″ |  |
| 2.  | Andy Schleck           | Leopard Trek        | + 1′ 34″    |  |
| 3.  | Fränk Schleck          | Leopard Trek        | + 2' 30"    |  |
| 4.  | Thomas Voeckler        | Team Europcar       | + 3' 20"    |  |
| 5.  | Samuel Sánchez         | Euskaltel-Euskadi   | + 4' 55"    |  |
| 6.  | Damiano Cunego         | Lampre-ISD          | + 6' 05"    |  |
| 7.  | Ivan Basso             | Liquigas-Cannondale | + 7' 23"    |  |
| 8.  | Tom Danielson          | Garmin-Cervélo      | + 8' 15"    |  |
| 9.  | Jean-Christophe Péraud | Ag2r-La Mondiale    | + 10' 11"   |  |
| 10. | Pierre Rolland         | Team Europcar       | + 10' 43"   |  |

|     | Vozač                | Tim                | Bodovi |  |
| --- | -------------------- | ------------------ | ------ |  |
| 1.  | Mark Cavendish       | HTC-Highroad       | 334    |  |
| 2.  | José Joaquín Rojas   | Movistar Team      | 272    |  |
| 3.  | Philippe Gilbert     | Omega Pharma-Lotto | 236    |  |
| 4.  | Cadel Evans          | Giant-Shimano      | 208    |  |
| 5.  | Thor Hushovd         | Garmin-Cervélo     | 195    |  |
| 6.  | Edvald Boasson Hagen | Team Sky           | 192    |  |
| 7.  | André Greipel        | Omega Pharma-Lotto | 160    |  |
| 8.  | Tyler Farrar         | Garmin-Cervélo     | 127    |  |
| 9.  | Samuel Sánchez       | Euskaltel-Euskadi  | 105    |  |
| 10. | Jeremy Roy           | FDJ                | 104    |  |

|     | Vozač             | Tim                | Bodovi |  |
| --- | ----------------- | ------------------ | ------ |  |
| 1.  | Samuel Sánchez    | Euskaltel-Euskadi  | 108    |  |
| 2.  | Andy Schleck      | Leopard Trek       | 98     |  |
| 3.  | Jelle Vanendert   | Omega Pharma-Lotto | 74     |  |
| 4.  | Cadel Evans       | BMC Racing Team    | 58     |  |
| 5.  | Fränk Schleck     | Leopard Trek       | 56     |  |
| 6.  | Jérémy Roy        | FDJ                | 45     |  |
| 7.  | Pierre Rolland    | Team Europcar      | 44     |  |
| 8.  | Maksim Iglinski   | Astana             | 40     |  |
| 9.  | Johnny Hoogerland | Vacansoleil-DCM    | 40     |  |
| 10. | Sylvain Chavanel  | Quick Step         | 38     |  |

|     | Vozač             | Tim             | Vrijeme      |  |
| --- | ----------------- | --------------- | ------------ |  |
| 1.  | Pierre Rolland    | Team Europcar   | 86h 23' 05"  |  |
| 2.  | Rein Taaramäe     | Cofidis         | + 46"        |  |
| 3.  | Jérôme Coppel     | Saur-Sojasun    | + 7' 53"     |  |
| 4.  | Arnold Jeannesson | FDJ             | + 10' 37"    |  |
| 5.  | Rob Ruijgh        | Vacansoleil-DCM | + 22' 21"    |  |
| 6.  | Rigoberto Urán    | Team Sky        | + 32' 05"    |  |
| 7.  | Geraint Thomas    | Team Sky        | + 50' 05"    |  |
| 8.  | Robert Gesink     | Rabobank        | + 54' 26"    |  |
| 9.  | Cyril Gautier     | Team Europcar   | + 1h 17' 00" |  |
| 10. | Andrey Zeits      | Astana          | + 1h 21' 05" |  |

|     | Tim               | Vrijeme      |  |
| --- | ----------------- | ------------ |  |
| 1.  | Garmin-Cervélo    | 258h 18' 49" |  |
| 2.  | Leopard Trek      | + 11' 04"    |  |
| 3.  | Ag2r-La Mondiale  | + 11' 20"    |  |
| 4.  | Team Europcar     | + 41' 53"    |  |
| 5.  | Euskaltel-Euskadi | + 52' 00"    |  |
| 6.  | Team Sky          | + 58' 24"    |  |
| 7.  | Kaćuša            | + 1h 09' 39" |  |
| 8.  | Saxo Bank-SunGard | + 1h 16' 12" |  |
| 9.  | FDJ               | + 1h 30' 16" |  |
| 10. | Cofidis           | + 1h 47' 29" |  |